# David Williams Higgins
Pour les articles homonymes, voir David Higgins et Higgins.
David Williams Higgins (30 novembre 1834-30 novembre 1917) est un homme politique canadien de la Colombie-Britannique. Il est député provincial de la indépendant de la circonscription britanno-colombienne de Esquimalt de 1886 à 1900.

## Biographie
Né à Halifax en Nouvelle-Écosse, Higgins s'établit à Brooklyn (New York) avec sa famille et étudie sur place. Il quitte ensuite pour San Francisco en 1852 et fonde le journal Morning Call en 1856. En 1858, il vend le journal et s'installe à Victoria en Colombie-Britannique. Sur place, il devient propriétaire et éditeur du British Colonist. Dans la communauté, il contribue à organiser le premier département de lutte contre les incendies et siège au conseil scolaire de 1866 à 1869.
Élu député en 1886, il est Président de l'Assemblée législative de la Colombie-Britannique de 1890 à 1898.
Défait en 1900, il rédige deux livres de fictions: The mystic spring and other tales of western life (Toronto, 1904) et The passing of a race and more tales of western life (Toronto, 1905).